# مارینهاوزن
مارینهاوزن (به آلمانی: Marienhausen) یک شهر در آلمان است که در Neuwied واقع شده‌است. مارینهاوزن ۴۹۰ نفر جمعیت دارد.